# Herren von Bergheim

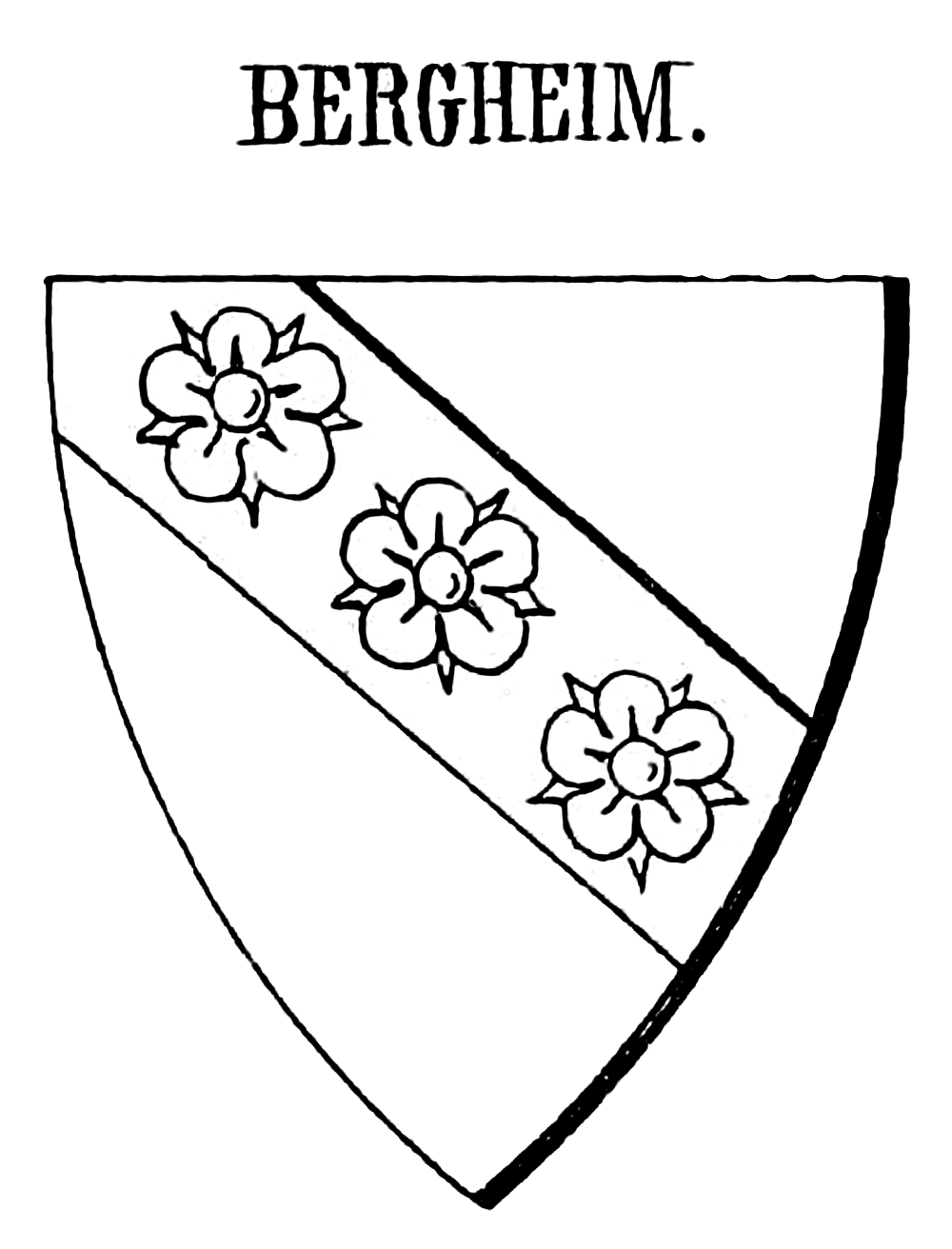
Wappen derer von Bergheim nach Siebmachers Wappenbuch

Die Herren von Bergheim (auch Perkham, Perchheimer, Perghaimer, Perkheimb genannt) sind eine Nachfolgelinie der Ministerialen von Itzling und Fischach, die ihrerseits im Hochstift Salzburg bedeutsame Dienstmänner der Erzbischöfe waren. Die Bergheimer besaßen ein gesaezz zu Bergheim (also einen Herrenhof), aber keine Burg, als Zentrum ihrer Besitzungen. Dieser Sitz (gesaezz)  wurde bereits 927 erwähnt, als die Nonne Ellanpurg in einem Tauschgeschäft mit Erzbischof Odalbert ad Percheim curtum ecclesiam auf Lebenszeit erhielt. Der Hof zu Bergheim war von Beginn an ein Lehen der Salzburger Erzbischöfe; heute ist es vermutlich der Hof Leihartinger an der Straße unterhalb der Kirche von Bergheim.

## Geschichte der Herren von Bergheim
Die Geschichte der Herren von Bergheim beginnt mit einem für das Mittelalter auffälligen Kuriosum, da diese Familienlinie auf Adelheid von Itzling (um 1122) und ihren Gatten Rudolf I. von Traunsdorf und von Itzling (um 1122–1139) zurückzuführen ist, deren Kinder sich aber teilweise nach ihren (mütterlichen) Stammsitzen von Itzling oder von Bergheim nannten.
Rüdiger I. aus der Familie der Itzlinger nannte sich 1183 erstmals von Bergheim. Ob sich diese Bezeichnung auf andere Familien bezieht, die sich bereits früher von Bergheim nannten, ist nicht bekannt, aber es ist durchaus möglich, dass hier eine Einheirat erfolgte. Bereits 1130 ist ein Dietmar von Bergheim bekannt, der ein Dienstmann des Klosters St. Peter war; dieser war ein Enkel des weltlichen Klosterpropstes Dietmar, dessen Nachkommen sich auch von Salzburg nannten. Auch Trunt (1125–1147), ein Bruder des Dietmars, nannte sich von Bergheim; des Weiteren ist ein Luitpold (116–1193) aus dieser Familie bekannt. Rüdiger I. nahm das wichtige Amt eines Vizedoms von Salzburg ein, d. h., er war für die Verwaltung aller erzbischöflichen Besitztümer nördlich des Tauernhauptkammes zuständig.
Sein Sohn Markwart II. setzte die Linie der Bergheimer fort, während sein Bruder Gerhoch II. die Linie der Herren von Radeck begründete, der dritte Bruder Rüdiger war für den geistlichen Stand bestimmt und brachte es bis zum Bischof von Passau. Markwart trat bei wichtigen Rechtshandlungen des Salzburger Erzbischofs auf und wurde deshalb mit Gütern auch in der Stadt Salzburg belohnt. Die Gattin des Markwarts übergab nach dessen Tod ihre Güter an das Salzburger Domkapitel und trat bei den Petersfrauen ein (1218/1225). Auch die nächste Generation stand in großer Nähe zu dem Salzburger Erzbischof Eberhard II.; Markwart III. begleitete ihn beispielsweise im Rahmen von Rechtsgeschäften 1244 nach Regensburg, wobei hier der Metropolit den Bürgern der Stadt München dieselben Rechte verlieh, wie sie  bereits für Salzburg und Regensburg galten. Allerdings blieb es nicht bei diesem guten Verhältnis; wegen der Vogteirechte kam es zwischen Markwart III. und seinem Bruder Rüdiger II. auf der einen Seite und dem Salzburger Domkapitel sowie der Abtei St. Peter auf der anderen Seite zu mehreren Streitfällen. Auch in der nächsten Generation setzten sich diese Auseinandersetzungen diesmal mit dem Erzbischof Friedrich II. von Walchen sowie den Bergheimern Liebhart, Heinrich II. und Ulrich fort. Die Ministerialen befanden sich auf der Seite des Königs Přemysl Ottokar II. von Böhmen bzw. des Herzogs Heinrich XIII. von Niederbayern, auf der anderen Seite befand sich der Erzbischof Friedrich II. von Walchen. 1278 wurde Heinrich von Bergham vom Erzbischof wegen „verschiedener Übeltaten“ (er soll das Salzburger Domkapitel, die Klöster St. Peter, Nonnberg, Berchtesgaden sowie „die armen Leute der Salzburger Kirche“ geschädigt und dem Erzbischof Pferde geraubt haben) über ein Jahr in Haft genommen. Für den Heinrich verbürgten sich viele Salzburger Adelige und letztlich konnte Heinrich gegen eine hohe Strafzahlung und verschiedene Verpflichtungen wieder freikommen. 1285 konnte Heinrich von Erzbischof Rudolf von Hohenegg erreichen, dass all seine Lehen auf seine Frau Bertha von Polheim übertragen wurden. Allerdings blieben die Feindseligkeiten weiter bestehen. Heinrich wurde beschuldigt, gegen den Erzbischof Konrad IV. von Fohnsdorf sowie Land und Stadt mehrere Schäden angerichtet haben. Um den Schaden wieder gut zu machen, musste er seine Besitzungen, auch das gesaezz zu Bergheim an den Erzbischof verkaufen. Ob er mit seiner Frau bis zu seinem Tod auf Bergheim wohnen konnte, ist nicht bekannt. Sein Bruder Liebhart war bereits früher in finanzielle Schwierigkeiten geraten und musste deswegen Güter und seine Vogteirechte in Bergheim und Anthering dem Salzburger Domkapitel verkaufen.
Um sich aus dieser misslichen Position herauszuarbeiten, übernahm in der nächsten Generation Hermann I. die Burggrafschaft von Kropfsberg im Inntal; dadurch war er für die militärische Sicherung des Zillertals, das damals zu Salzburg gehörte, verantwortlich; auch bekam er das Gericht zu Anthering wieder zugewiesen. Diese Situation hielt aber nicht lange, die Söhne Markwart und Friedrich II. des Heinrich I. haben offensichtlich Ulrich Keutzl, den Sohn des angesehenen Salzburger Bürgermeisters Peter Keuzl, erschlagen. Um diese Tat zu sühnen, mussten sie den Erentrudis-Altar im Salzburger Dom stiften und mit einer entsprechenden Dotation ausstatten. Diese hohen Lasten führten dazu, dass sie 1336 ihre Güter in Salzburg verkaufen mussten und 1336 auch die von Anthering an Erzbischof Friedrich III. weitergaben. Um der wirtschaftlichen Misere zu entgehen, haben einige der Bergheimer die geistliche Laufbahn eingeschlagen. Mit Dietmar von Bergheim, Propst des Klosters Reichersberg, endete dieses Geschlecht im Bereich des Hochstifts Salzburg.

## Bergheimer in Oberösterreich
Ungeklärt ist, in welcher Beziehung die Salzburger Bergheimer mit den verschiedenen Linien der Perkhamer im Lande ob der Enns zusammenhängen, wobei noch zu bedenken ist, dass der Name Bergheim als Lagebezeichnung an mehreren Orten vorkommt. Die Perkheimer wandten sich danach dem Lande ob der Enns zu und besaßen dort ihren Sitz in Timelkam, Burg Bergheim bei Geboltskirchen (später übertragen auf Schloss Oberbergham), Schloss Bergham bei Linz, den Perkhaimerhof in Ebelsberg oder Schloss Bergheim bei Feldkirchen an der Donau und im Laufe der Zeit noch viele andere Herrschaften.
Der Name der Perkheimer taucht hier oft mit prominenten Funktionen auf, so war Kaspar von Perkheim unter Kaiser Maximilian I. 1499 erster Vizedom im Land ob der Enns, der Ritter Jörg der Perkhaimer († 1468) war 1450 Pfleger zu Wolfsegg und 1460 unter Erzherzog Albrecht VI. Mitglied des landesfürstlichen Rates im Lande ob der Enns.

## Wappen
Wappenschild: Ein Schrägrechtsbalken belegt mit drei Rosen. Tingierung und Helmzier sind nicht bekannt.

## Stammliste der Herren von Bergheim
NN
1. Rüdiger I. von Gersdorf (bei Gröbming im steirischen Ennstal) und von Bergheim (ca. 1151, † 1207), Vizedom von Salzburg
  1. Gerhoch II. von Bergheim, von Salzburg und von Bergheim († 1242), Burggraf von Hohensalzburg, ⚭ (1213) Bertha von Lonstorf (1193/95, † 1255)
  2. Rüdiger von Bergheim (1196/1206, † 1258), Spitalmeister (1207), Pfarrer von Salzburghofen (1208), Bischof von Chiemsee (1216–1233), Bischof von Passau (12133–1250)
  3. Mathilde von Bergheim (um 1244), ⚭ Dietmar II. von Eichham (1214–1244)
    1. Rüdiger von Eichham
    2. Heinrich von Eichham

  4. Markwart II. von Bergheim (1193/96, † 1218/1225), ⚭ Euphemia von Truchtlaching, Schwester des Burggrafen Konrad von Hohensalzburg
    1. Markwart III. von Bergheim (1216/25–1255)
    2. Heinrich I. von Bergheim, Domherr in Salzburg (1215–1250)
    3. Rüdiger II. von Bergheim (1254–1280)
      1. Liebhard von Bergheim (1215–1250)
      2. Heinrich II. von Bergheim (1243/1260–1299), ⚭ Bertha von Polheim († nach 1299)
      3. N.N., Pfarrer von Lieseregg
      4. Ulrich von Bergheim (1243/1260) ⚭ N.N.
        1. Friedrich I. von Bergheim († vor 1319), Pfarrer von Bergheim (1281), Domherr in Salzburg (um 1300–1314)
        2. Ortwein von Bergheim (1307) ⚭ N.N.
          1. Adelheid von Bergheim ⚭ Ulrich von Haunsperg (1307)

        3. Anna von Bergheim, Äbtissin von Kloster Nonnberg (1321–1323)
        4. Hermann I. von Bergheim (1278, † 1318), Burggraf von Kropfsberg (1299–1309) ⚭ N.N.
          1. Markwart IV. von Bergheim (1322, † 1366)
          2. Hermann II. von Bergheim, Domherr zu Salzburg (1322- nach 1325)
          3. Friedrich II. von Bergheim (1310, † nach 1350), ⚭ N.N.
            1. Konrad von Bergheim (1367, † nach 1376)
            2. Dietmar von Bergheim, Propst von Reichersberg (1346–1386)